# ریلاینس سکیوریتیز
ریلاینس سکیوریتیز (انگلیسی: Reliance Securities) شرکت خدمات مالی هندی است، که در سال ۲۰۰۵ تأسیس شد.